# 無餘涅槃界
無餘涅槃界是佛、辟支佛、阿羅漢聖弟子死後所證得的涅槃境界，因為五蘊已完全被捨棄，不再受後有。在《巴利三藏》之注疏裏也被稱為“諸蘊之滅盡”。

## 佛經記載
上座部佛教《犍度》 （页面存档备份，存于）：
|  | 諸比丘！譬如世間之水流入大海及空中降雨，是故，大海不知有增減，如是，諸比丘！若甚多諸比丘於無餘涅槃界般涅槃，是故，無餘涅槃界亦不知有增減。 |

上座部佛教《增支部8集19經/玻哈蠟大經》 （页面存档备份，存于）：
|  | 玻哈蠟大！猶如凡世間中的水流進入大海，以及雨水從空中落下，大海不因此而被看到不足或充滿，同樣的，玻哈蠟大！即使眾多比丘般涅槃於無餘涅槃界，無餘涅槃界不因此而被看到不足或充滿。玻哈蠟大！凡即使眾多比丘般涅槃於無餘涅槃界，無餘涅槃界不因此而被看到不足或充滿者，玻哈蠟大！這是比丘們看見這法與律中的第五個不可思議的未曾有法，因而在這法與律中歡樂。 |

漢傳佛教《本事經》:
|  | 吾從世尊。聞如是語。苾芻當知。其涅槃界。略有二種。云何為二。一者有餘依涅槃界。二者無餘依涅槃界。 云何名為有餘依涅槃界。謂諸苾芻。得阿羅漢。諸漏已盡。梵行已立。所作已辦。不受後有。已證自義。已盡有結。已正解了。心善解脫。已得遍知。宿行為緣。所感諸根。猶相續住。雖成諸根。現觸種種好醜境界。而能厭捨。無所執著。不為愛恚纏繞其心。愛恚等結。皆永斷故。……乃至其身。相續住世。未般涅槃。常為天人。瞻仰禮拜。恭敬供養。是名有餘依涅槃界。 云何名為無餘依涅槃界。謂諸苾芻。得阿羅漢。諸漏已盡。梵行已立。所作已辦。已捨重擔。已證自義。已盡有結。已正解了。已善解脫。已得遍知。彼於今時。一切所受。無引因故。不復希望。皆永盡滅。畢竟寂靜。究竟清涼。隱沒不現。惟由清淨。無戲論體。如是清淨。無戲論體。不可謂有。不可謂無。不可謂彼亦有亦無。不可謂彼非有非無。惟可說為不可施設究竟涅槃。是名無餘依涅槃界。 苾芻當知。如是名為略有二種涅槃之界。爾時世尊。重攝此義。而說頌曰：漏盡心解脫。任持最後身。名有餘涅槃。諸行猶相續。諸所受皆滅。寂靜永清涼。名無餘涅槃。眾戲論皆息。此二涅槃界。最上無等倫。謂現法當來。寂靜常安樂。 |

漢傳佛教《增一阿含經·火滅品·二經》：
|  | 爾時。世尊告諸比丘。有此二法涅槃界。云何為二。有餘涅槃界、無餘涅槃界。 彼云何名為有餘涅槃界。於是。比丘滅五下分結。即彼般涅槃。不還來此世。是謂名為有餘涅槃界。 彼云何名為無餘涅槃界。於是。比丘盡有漏成無漏。意解脫、智慧解脫。自身作證而自遊戲。生死已盡。梵行已立。更不受有。如實知之。是謂為無餘涅槃界。此二涅槃界。當求方便。至無餘涅槃界。 |

漢傳佛教《雜阿含經·七三四經》：
|  | 若比丘如是修習七覺分已。當得二種果。現法得漏盡無餘涅槃。或得阿那含果。 |

漢傳佛教《中阿含經·七法品·善人往經》：
|  | 云何無餘涅槃。比丘行當如是。我者無我。亦無我所。當來無我。亦無我所。已有便斷。已斷得捨。有樂不染。合會不著。行如是者。無上息迹慧之所見。而已得證。我說彼比丘不至東方。不至西方、南方、北方、四維、上、下。便於現法中息迹滅度。 |

漢傳佛教《阿毘達磨發智論》：
|  | 如契經說。有二涅槃界。謂有餘依涅槃界。及無餘依涅槃界。 云何有餘依涅槃界。答若阿羅漢。諸漏永盡。壽命猶存。大種造色相續未斷。依五根身。心相續轉。有餘依故。諸結永盡。得獲觸證。名有餘依涅槃界。 云何無餘依涅槃界。答即阿羅漢。諸漏永盡。壽命已滅。大種造色相續已斷。依五根身。心不復轉。無餘依故。諸結永盡。名無餘依涅槃界。 |